# 克洛艾·莫兰
克洛艾·莫兰（英語：Chloe Moran，1998年11月16日—），澳大利亚女子自行车运动员。她曾代表澳大利亚参加2022年英联邦运动会自行车比赛，获得女子团体追逐赛金牌、捕捉赛第六名和记分赛第七名。